# Olha Fridman
Olha Olehiwna Fridman (ukrainisch Ольга Олегівна Фрідман, hebräisch אולגה פרידמן; englisch transkribiert Olga Fridman; * 30. September 1998 in Kiew) ist eine ehemalige israelisch-ukrainische Tennisspielerin.

## Karriere
Olha Fridman begann im Alter von fünf Jahren mit dem Tennissport und bevorzugte Hartplätze. Sie spielte hauptsächlich Turniere auf dem ITF Women’s Circuit, bei denen sie zwei Einzeltitel gewinnen konnte.
Ihr bislang letztes internationale Turnier spielte sie im Januar 2017. Seit Januar 2018 wird sie nicht mehr in den Weltranglisten geführt.
Sie besitzt auch die israelische Staatsbürgerschaft.

## Turniersiege

### Einzel
| Nr. | Datum            | Turnier        | Kategorie  | Belag             | Finalgegnerin     | Ergebnis      |
| --- | ---------------- | -------------- | ---------- | ----------------- | ----------------- | ------------- |
| 1.  | 2. August 2014   | Istanbul       | ITF 10.000 | Hartplatz         | Ye Qiuyu          | 7:5, 6:4      |
| 2.  | 25. Oktober 2015 | Joué-lès-Tours | ITF 50.000 | Hartplatz (Halle) | Kristýna Plíšková | 6:2, 3:6, 6:1 |